# Theodor Wisch
Theodor Wisch (ur. 13 grudnia 1907 w Wesselburen, zm. 11 stycznia 1995 w Hamburgu) – SS-Brigadeführer i Generalmajor Waffen-SS.
Od 1938 jako SS-Hauptsturmführer był dowódcą 1-go oddziału 1 Dywizji Pancernej SS "Leibstandarte SS Adolf Hitler". Brał udział w agresji na Polskę i Francję.
Dowódca 1 Dywizji Pancernej SS "Leibstandarte SS Adolf Hitler" od 7 kwietnia 1943.
20 sierpnia 1944 pod Falaise został ranny w obie nogi i musiał zdać dowództwo dywizji. W dniu 30 sierpnia 1944 został Kawalerem Żelaznego Krzyża Rycerskiego z Liśćmi Dębu i Mieczami ("Ritterkreuz des Eisernen Kreuzes mit Eichenlaub und Schwertern").
Pod koniec wojny leżał w szpitalu, tam trafił do brytyjskiej niewoli. Zwolniony w 1948.
W 1990 opublikował autobiografię "Zwölf Jahre 1. Kompanie Leibstandarte SS Adolf Hitler. Ein Buch der Kameradschaft" Oldendorf, w K.W.Schütz-Verlag.